# Chirurg von der Weser
Der sogenannte Chirurg von der Weser (* vor 1220; † vor 1266) war ein westfälischer Chirurg (Wund- und Augenarzt) und Verfasser einer Handschrift mit chirurgischen Texten, verfasst als Kommentare nach den Vorlesungen des burgundischen Wundarztes Wilhelm Burgensis (auch Wilhelm de Congenis genannt), der ihn in Montpellier unterrichtete.

## Leben
Der namentlich nicht bekannte „Chirurg von der Weser“ studierte um 1220 bis 1230 an den Universitäten Bologna und Montpellier. An der medizinischen Schule in Montpellier traf er auf Wilhelm Burgensis (de Congenis), lernte dessen Operationsmethoden kennen und schrieb die Vorlesungen nach, die dieser über die Chirurgie des Roger Frugardi gehalten hatte. Diese in der Provence verfassten medizinwissenschaftlichen Abhandlungen fanden weite Verbreitung und begründeten seinen Ruhm.
Das Manuskript Cyrurgia domini et magistri Willehelmi de Congenis beschreibt in Form eines durchgängigen Kommentars die Heilkunde seines Lehrers, die sich wiederum auf die Chirurgie des Roger Frugardi berief, der aus Parma stammte. Wilhelm war der Arzt des Heerführers Simon de Montfort, sein deutscher Schüler, der „Chirurg von der Weser“, verfasste die Handschrift nach dem Tode Wilhelms und widmete sie seinem Herzog „domino meo O. duci“. Dieser wurde als Herzog Otto das Kind von Braunschweig und Lüneburg identifiziert, da eine niederdeutsche Herkunft des Verfassers aus seiner Tätigkeit als Chirurg in Höxter und Corvey im Weserbergland angenommen wird.
In einem Zweitkommentar (Notulae) schrieb er zudem über seine eigenen Erfahrungen in einer Praxis in Paris und im Gebiet der Weser. So beschrieb er dort eine chirurgische Behandlung im Bereich des Gesichts, die er bei Magister Henricus an beiden Augen durchgeführt hatte. Dieser war Kanonikus des Stiftes Niggenkerken (Nova ecclesia) zu Höxter. Er hatte sich bei seinen Augenoperationen insbesondere auf Lidplastiken (zur Behandlung von Entropium bzw. Ektropium bei den Symptomen Trichiasis bzw. Epiphora) und den Starstich spezialisiert und für sich eigene Operationsinstrumente entwickelt. Es ist möglich, dass er auch im Umfeld des Herzogs von Braunschweig als Leibarzt fungierte. Somit repräsentierte der „Chirurg von der Weser“ im welfischen Herrschaftsgebiet die neuesten Erkenntnisse im Bereich der plastischen Chirurgie, die er sich in Bologna, Montpellier, Paris und in Deutschland angeeignet hatte und in mehreren Schriften festhielt.
Der Chirurg von der Weser war wie Ortolf von Baierland eine Ausnahme im Berufsstand der Wundärzte, da beide für ihre Ausbildung ein Studium an Medizinschulen absolvierten, was im 13. Jahrhundert eher selten war. Bei Höxter wurden 1988 bei archäologischen Ausgrabungen des Seminars für Ur- und Frühgeschichte der Universität Göttingen in der untergegangenen Stadt Corvey im Keller eines 1265 zerstörten Hauses westlich der Marktkirche medizinische Instrumente entdeckt, die darauf schließen lassen, dass der Chirurg dort gewohnt haben könnte.